# Jorge Luiz da Silva Brum
Jorge Luiz da Silva Brum, detto Pinga (Porto Alegre, 23 aprile 1965), è un ex calciatore brasiliano, di ruolo terzino.

## Carriera

### Club
Ha giocato la maggior parte della sua carriera con l'Internacional, squadra della sua natia Porto Alegre, con cui ha vinto 3 campionati statali e una Coppa del Brasile. Nel 1994 e nel 1995-1996 giocò per il Corinthians, vincendo il Campionato Paulista 1995. Nel 1997 iniziò a giocare per squadre minori del calcio brasiliano, ritirandosi nel 2000.

### Nazionale
Con la Nazionale di calcio del Brasile ha giocato durante Los Angeles 1984.

## Palmarès

### Club

#### Competizioni statali
- Campionato Gaúcho: 1

Internacional: 1984, 1991, 1992
- Campionato paulista: 1

Corinthians: 1995

#### Competizioni nazionali
- Coppa del Brasile: 1

Internacional: 1992
Corinthians: 1995

### Nazionale
- Argento olimpico: 1

Los Angeles 1984